# V (Sänger)

Vs Unterschrift

Kim Tae-hyung (Hangul: 김태형; * 30. Dezember 1995 in Daegu, Südkorea), bekannt als V, ist ein südkoreanischer Popsänger, Songschreiber und Schauspieler. Er ist das zweitjüngste Mitglied der siebenköpfigen Boygroup BTS (Hangul: 방탄소년단), die 2010 von Big Hit Entertainment gegründet wurde und 2013 debütierte.

## Leben
Kim Taehyung wurde als ältestes Kind einer fünfköpfigen Bauernfamilie geboren. Er hat eine jüngere Schwester und einen jüngeren Bruder. Er verbrachte den Großteil seiner Kindheit in Geochang, Südkorea. Als Muttersprache spricht er Koreanisch, kann aber größtenteils auch Japanisch, Chinesisch und etwas Englisch.
Er wurde Trainee bei Big Hit Entertainment, nachdem er bei einem Casting in Daegu ausgewählt wurde.
2014 machte er seinen Abschluss auf der Korean Arts High School. Momentan ist er bei der Global Cyber University immatrikuliert.

## Karriere

### Seit 2013:BTS
Am 13. Juni 2013 hatte er als Sänger der Band BTS sein Debüt mit dem Titel No More Dream von ihrem Debütalbum 2 Cool 4 Skool. Während die anderen Mitglieder der allgemeinen Öffentlichkeit schon vor ihrem offiziellen Debüt bekannt waren, wurde Taehyung erst am 3. Juni 2013 vorgestellt. Seitdem hatte er mehrere Fernsehauftritte in verschiedenen Shows. Taehyung gehört mit Jimin und Jungkook zu der Maknae line (die jüngsten der Gruppe).
Der erste Song, den Taehyung mitkomponierte, war Hold Me Tight aus dem Mini-Album The Most Beautiful Moment in Life, Part 1. Seitdem schreibt und produziert er Songs für BTS.
Im Rahmen des BTS-FESTA veröffentlichte Taehyung im Juni 2017 das Lied 4 O’Clock, welches er mit Hilfe von RM komponiert hatte.
Im Oktober 2018 verlieh der südkoreanische Präsident Moon Jae-in Taehyung und den restlichen Mitgliedern eine Medaille für ihren außergewöhnlichen Beitrag zur koreanischen Kultur und deren Weiterverbreitung. BTS sind die jüngsten und ersten Idols, die diese Medaille bei den Kulturpreisen erhielten.
Im Juni 2019 wurde Taehyung mit den restlichen Mitgliedern von BTS zum Mitglied der Recording Academy ernannt. Die Mitgliedschaft ermöglicht ihm unter anderem, bei der Wahl der Grammy-Gewinner abzustimmen.

### Seit 2016: Solo-Aktivitäten
2016 startete Taehyung seine Schauspielkarriere mit der Nebenrolle des Hansung in der historischen Serie Hwarang: The Poet Warrior Youth. Außerdem nahm er mit Bandkollege Jin den Song It’s Definitely You als Soundtrack für die Serie auf.
Im Januar 2019 veröffentlichte Taehyung seinen ersten komplett selbst geschriebenen und komponierten Song 풍경 (Scenery) auf SoundCloud. Es folgte der Song Winter Bear am 9. August 2019 mit einem Musikvideo, bei welchem er selbst Regie führte und Videomaterial von seinen Reisen zeigt.

## Einfluss
Im Jahr 2018 führte Eugene Investment & Securities Co., Ltd. analytische Untersuchungen zu Google-Suchtrends in Bezug auf die K-Pop-Branche durch. "V" stand an erster Stelle in der Tabelle, was bedeutet, dass es der am häufigsten verwendete Suchbegriff in den letzten fünf Jahren in Südkorea war. In einer von Gallup Korea durchgeführten Umfrage wurde er als das 9. beliebteste Kpop Idol von 2018 eingestuft.
V hat während des BTS-Fanmeetings im November 2016 den Satz „I purple you“ (oder auf Koreanisch 보라해 (rom. borahae)) geprägt. Seitdem ist die Farbe Lila ein Symbol für BTS und ihre Fans geworden. Zudem verwendete UNICEF den Ausdruck für ihre Anti-Mobbing-Kampagne in Zusammenarbeit mit BTS.
Verschiedene Künstler haben ihn als Einfluss und Vorbild angeführt, darunter The Boyz’s Younghoon und Hwall, Jaehyun von Golden Child, Jangjun und Been von MVP, Byun Hyun-min von Rainz, Yeosang und Mingi von Ateez, Jungseung und Dylan von D-Crunch, Bao von Lucente, Yunmin von Newkidd, Hanyu von Boy Story, Beomgyu von TXT, Produce-X-101-Kandidaten Koo Jungmo, Lee Taeseung und Mahiro Hidaka sowie das ehemalige Wanna-One-Mitglied Park Ji-hoon.

## Künstlertum
V ist ein Bariton. Karen Ruffini von Elite Daily erklärte in ihrem Artikel, dass er „kein Problem damit hat, beruhigende, tiefe Töne zu erzeugen, welche ein Schlüsselelement für den Gesamtsound von BTS darstellen.“ „Mit seinem breiten Stimmumfang und tiefem Klang ist V's ausdrucksstarker Gesang eine Hauptstütze für den Sound von BTS“, meint Tamar Herman von Billboard.

## Diskografie

### Studioalben
| Jahr | Titel   | Höchstplatzierung, Gesamtwochen, AuszeichnungChartplatzierungen (Jahr, Titel, Platzierungen, Wochen, Auszeichnungen, Anmerkungen) | Höchstplatzierung, Gesamtwochen, AuszeichnungChartplatzierungen (Jahr, Titel, Platzierungen, Wochen, Auszeichnungen, Anmerkungen) | Höchstplatzierung, Gesamtwochen, AuszeichnungChartplatzierungen (Jahr, Titel, Platzierungen, Wochen, Auszeichnungen, Anmerkungen) | Höchstplatzierung, Gesamtwochen, AuszeichnungChartplatzierungen (Jahr, Titel, Platzierungen, Wochen, Auszeichnungen, Anmerkungen) | Höchstplatzierung, Gesamtwochen, AuszeichnungChartplatzierungen (Jahr, Titel, Platzierungen, Wochen, Auszeichnungen, Anmerkungen) | Höchstplatzierung, Gesamtwochen, AuszeichnungChartplatzierungen (Jahr, Titel, Platzierungen, Wochen, Auszeichnungen, Anmerkungen) | Höchstplatzierung, Gesamtwochen, AuszeichnungChartplatzierungen (Jahr, Titel, Platzierungen, Wochen, Auszeichnungen, Anmerkungen) | Anmerkungen                                                 |
| Jahr | Titel   | KR | JP | DE | AT | CH | UK | US | Anmerkungen                                                 |
| ---- | ------- | --- | --- | --- | --- | --- | --- | --- | ----------------------------------------------------------- |
| 2023 | LayoVer | KR1 ×2Diamant + Doppelplatin (Weverse) · (… Wo.)KR                                                                                | JP— PlatinJP | DE4 (5 Wo.)DE | AT4 (6 Wo.)AT | CH6 (3 Wo.)CH | — | US2 (8 Wo.)US | Erstveröffentlichung: 8. September 2023 Verkäufe: 1.750.000 |

### Singles
| Jahr | Titel Album                           | Höchstplatzierung, Gesamtwochen, AuszeichnungChartplatzierungen (Jahr, Titel, Album, Platzierungen, Wochen, Auszeichnungen, Anmerkungen) | Höchstplatzierung, Gesamtwochen, AuszeichnungChartplatzierungen (Jahr, Titel, Album, Platzierungen, Wochen, Auszeichnungen, Anmerkungen) | Höchstplatzierung, Gesamtwochen, AuszeichnungChartplatzierungen (Jahr, Titel, Album, Platzierungen, Wochen, Auszeichnungen, Anmerkungen) | Höchstplatzierung, Gesamtwochen, AuszeichnungChartplatzierungen (Jahr, Titel, Album, Platzierungen, Wochen, Auszeichnungen, Anmerkungen) | Höchstplatzierung, Gesamtwochen, AuszeichnungChartplatzierungen (Jahr, Titel, Album, Platzierungen, Wochen, Auszeichnungen, Anmerkungen) | Höchstplatzierung, Gesamtwochen, AuszeichnungChartplatzierungen (Jahr, Titel, Album, Platzierungen, Wochen, Auszeichnungen, Anmerkungen) | Anmerkungen           |
| Jahr | Titel Album                           | KR | DE | AT | CH | UK | US | Anmerkungen           |
| ---- | ------------------------------------- | --- | --- | --- | --- | --- | --- | --------------------- |
| 2016 | It’s Definitely You Hwarang OST       | KR34 (4 Wo.)KR | — | — | — | — | — | Verkäufe KR: + 76.657 |
| 2020 | Sweet Night Itaewon Class OST         | KR14 (7 Wo.)KR | — | — | — | — | — |                       |
| 2021 | Christmas Tree Our Beloved Summer OST | KR18 (21 Wo.)KR | — | — | CH75 (1 Wo.)CH | — | US79 (1 Wo.)US |                       |
| 2023 | Love Me Again LayoVer                 | KR22 (13 Wo.)KR | — | — | — | — | US96 (1 Wo.)US |                       |
| 2023 | Rainy Days LayoVer                    | KR56 (7 Wo.)KR | — | — | — | — | — |                       |
| 2023 | Slow Dancing LayoVer                  | KR24 (8 Wo.)KR | — | — | — | UK24 (1 Wo.)UK | US51 (1 Wo.)US |                       |
| 2024 | Fri(end)s –                           | KR101 (2 Wo.)KR | DE— aDE | AT48 (1 Wo.)AT | — | UK13 (2 Wo.)UK | US65 (1 Wo.)US |                       |
| 2024 | Winter Ahead –                        | KR70 (2 Wo.)KR | — | — | — | UK86 (1 Wo.)UK | US99 (1 Wo.)US | mit Park Hyo-shin     |

Weitere Lieder
- 2014: 95 Graduation (mit Jimin)[36]
- 2015: 안아줘 (mit J-Hope)[37]
- 2017: 4 O’Clock (mit RM)[38]
- 2019: 풍경 (Scenery)[13]
- 2019: Winter Bear
- 2020: Snow Flower[39]

### Songwriting und Produktion
Alle Angaben nach der Korea Music Copyright Association.
| Jahr | Künstler  | Album                                            | Song                        |
| ---- | --------- | ------------------------------------------------ | --------------------------- |
| 2013 | BTS       | 2 Cool 4 Skool                                   | "Outro: Circle Room Cypher" |
| 2014 | Jimin & V |                                                  | "95 Graduation"             |
| 2015 | BTS       | The Most Beautiful Moment in Life, Pt. 1         | "Hold Me Tight"             |
| 2015 | BTS       | The Most Beautiful Moment in Life, Pt. 1         | "Boyz with Fun"             |
| 2015 | BTS       | The Most Beautiful Moment in Life, Pt. 2         | "Run"                       |
| 2016 | BTS       | The Most Beautiful Moment in Life: Young Forever | "Run" Ballad Mix            |
| 2016 | BTS       | The Most Beautiful Moment in Life: Young Forever | "Run" Alternative Mix       |
| 2016 | BTS       | Wings                                            | "Stigma"                    |
| 2017 | RM & V    |                                                  | "4 O’Clock"                 |
| 2019 | V         |                                                  | 풍경 (Scenery)              |
| 2020 | BTS       | Map of the Soul: 7                               | “Inner Child”               |
| 2020 | V         | Itaewon Class OST Part.12                        | “Sweet Night”               |

## Filmografie
Serien
- Hwarang: The Poet Warrior Youth. (als Seok Han-sung)